# Metopius secundus
Metopius secundus är en stekelart som beskrevs av Henry Keith Townes, Jr. 1959. Metopius secundus ingår i släktet Metopius och familjen brokparasitsteklar. Inga underarter finns listade i Catalogue of Life.